# Иоиль (Быковский)
Архимандрит Иоиль [в миру Иван Быковский; 30 марта (10 апреля) 1726, Беларусь — 25 августа (5 сентября) 1798, Ярославль] — архимандрит Русской православной церкви, преподаватель, духовный писатель.

## Биография
С 1741 по 1753 год учился в Киево-Могилянской академии.
В 1757 году пострижен в монашество с именем Иоиль, рукоположён в сан иеродиакона. После этого начинает преподавать в Киево-Могилянской академии.
В феврале 1758 года Киевская духовная консистория отправила его в Санкт-Петербург преподавать в Сухопутном шляхетном корпусе. Одновременно был законоучителем и в Императорской академии художеств.
В начале 1760-х годов переведён в Чернигов архимандритом Троицкого Ильинского монастыря.
В 1776 году становится архимандритом Спасо-Преображенского монастыря Ярославля, а также ректором Ярославской духовной семинарии и цензором духовной литературы.
За десять лет служения в Ярославле архимандрит Иоиль значительно приумножил книжные богатства ризницы. Впоследствии монастырские описи показали, что ни одна книга не была пропавшей или списанной. Позже, когда по указу Екатерины II монастырь упразднили и превратили в архиерейский дом под управлением Арсения (Верещагина), пропажи стали обычным явлением. Как писал архиепископ Арсений в своём дневнике, напечатанном в «Ярославских епархиальных ведомостях» в 1804—1805 годах, по 1 января 1791 года пропало 1549 книг.
3 июля 1787 года по указу императрицы Екатерины II Спасо-Ярославский монастырь был упразднён и превращён в архиерейский дом, а Быковский отстранён от всех дел и отправлен на пенсию, но остался жить в монастыре.
Находясь на покое, Иоиль получал старое годовое жалованье в 500 рублей, что позволяло ему выписывать книги из Москвы и Петербурга. Круг его интересов был весьма широк: «Путешествие Гулливера» Джонатана Свифта соседствовало на полках с трудом «Предтеча вечности. Вестник смерти».
Скончался в 1798 году в Ярославле, похоронен в Ярославском Толгском монастыре.

## «Слово о полку Игореве»
С именем архимандрита Иоиля связана история находки «Слова о полку Игореве». Граф Алексей Мусин-Пушкин объясняет это такими словами: «До обращения Спасо-Ярославского монастыря в архиерейский дом управлял оным архимандрит Иоиль Быковский, муж с просвещением и любитель словесности. По уничтожении штата остался он в том монастыре на обещании до смерти своей. В последние годы находился он в недостатке, по сему случаю мой комиссионер купил у него все русские книги, в числе коих в одной, под названием „Хронограф“, в конце и найдено было „Слово о полку Игореве“…».
Андре Мазон выдвинул гипотезу, согласно которой Быковский мог быть автором «Слова о полку Игореве». Эту же точку зрения отстаивал Александр Зимин. Так, Зимин писал: «Из числа лиц, живших в конце XVIII века и знакомых с рукописью Игоревой песни, никто, кроме Быковского, не может претендовать на то, чтобы можно было связать с его именем создание этой героической поэмы». Зимин полагал, что «Слово о полку Игореве» написано незадолго до 1791 года. Однако в современной славистике признана несостоятельность такой гипотезы — Иоиля Быковского считают лишь возможным владельцем Мусин-Пушкинского сборника.

## Публикации
- Букварь, или Началное ученiе хотящимъ учитися. — Чернигов, 1765.
- Истинна, или Выписка о Истинне. — Ярославль, 1787.